# Olena Antypina
Olena Wolodymyriwna Antypina, auch Olena Schmelzer (ukrainisch Олена Володимирівна Антипіна; * 19. März 1979 in Saporischschja, Sowjetunion) ist eine ehemalige ukrainische Tennisspielerin.

## Karriere
Antypina bevorzugte für ihr Spiel die Hartplätze.
Sie gewann während ihrer Karriere einen Einzel- und elf Doppeltitel des ITF Women’s Circuits. Auf der WTA Tour sah man sie erstmals im Hauptfeld bei den Tashkent Open 2002, gemeinsam mit Wolha Barabanschtschykawa im Doppel. Sie verloren ihr Erstrundenmatch gegen Elizabeth Schmidt/Anousjka van Exel mit 6:4, 2:6 und 4:6.

## Erfolge

### Einzel

#### Turniersiege
| Nr. | Datum    | Turnier | Kategorie   | Belag     | Finalgegnerin    | Ergebnis |
| --- | -------- | ------- | ----------- | --------- | ---------------- | -------- |
| 1.  | Mai 2005 | Monzón  | ITF $25.000 | Hartplatz | Angelique Kerber | 6:3, 6:3 |

#### Finalteilnahmen
| Nr. | Datum          | Turnier  | Kategorie   | Belag             | Siegerin           | Ergebnis       |
| --- | -------------- | -------- | ----------- | ----------------- | ------------------ | -------------- |
| 1.  | Juni 2001      | Ankara   | ITF $10.000 | Sand              | Monica Mastan      | 5:7, 3:6       |
| 2.  | September 2002 | Bukarest | ITF $10.000 | Sand              | Delia Sescioreanu  | 1:6, 4:6       |
| 3.  | Dezember 2003  | Kairo    | ITF $10.000 | Sand              | Kristína Czafiková | 2:6, 7:63. 0:6 |
| 4.  | November 2005  | Toronto  | ITF $25.000 | Hartplatz (Halle) | Aleksandra Wozniak | 4:6, 3:6       |

### Doppel

#### Turniersiege
| Nr. | Datum         | Turnier          | Kategorie   | Belag             | Partnerin           | Finalgegnerinnen                            | Ergebnis       |
| --- | ------------- | ---------------- | ----------- | ----------------- | ------------------- | ------------------------------------------- | -------------- |
| 1.  | August 2001   | Bukarest         | ITF $10.000 | Sand              | Juliana Fedak       | Jewhenija Sawranska Galina Woskobojewa      | 4:6, 6:1, 6:4  |
| 2.  | Oktober 2002  | Ain Suchna       | ITF $10.000 | Sand              | Hana Šromová        | Kim Kambic Aurélie Védy                     | 6:2, 7:5       |
| 3.  | Oktober 2002  | al-Mansura       | ITF $10.000 | Sand              | Hana Šromová        | Gjulnara Fattachetdinowa Galina Woskobojewa | 6:2, 6:2       |
| 4.  | Mai 2003      | Monzón           | ITF $10.000 | Hartplatz         | Raissa Gurewitsch   | Liana Ungur Kildine Chevalier               | 3:6, 7:5, 6:1  |
| 5.  | Juli 2003     | Toruń            | ITF $25.000 | Sand              | Zuzana Hejdová      | Mireille Dittmann Helena Ejeson             | 6:3, 6:3       |
| 6.  | November 2003 | Haifa            | ITF $10.000 | Hartplatz         | Nina Brattschikowa  | Weronika Kapschaj Barbara Pócza             | 7:5, 6:4       |
| 7.  | Dezember 2003 | Tel Aviv         | ITF $10.000 | Hartplatz         | Nina Brattschikowa  | Oksana Karyshkova Alena Jaryschka           | 6:1, 5:7, 6:3  |
| 8.  | Oktober 2004  | Istanbul         | ITF $25.000 | Hartplatz (Halle) | Hana Šromová        | İpek Şenoğlu Kathrin Wörle                  | 6:75, 6:3, 7:5 |
| 9.  | Mai 2005      | Monzón           | ITF $25.000 | Hartplatz         | Surina De Beer      | Petra Cetkovská Gabriela Velasco Andreu     | 7:5, 7:5       |
| 10. | Juli 2005     | Båstad           | ITF $25.000 | Sand              | Nadseja Astrouskaja | Erica Krauth Hanna Nooni                    | 7:5, 3:6, 6:3  |
| 11. | August 2005   | Washington, D.C. | ITF $50.000 | Sand              | Tazzjana Putschak   | Jennifer Hopkins Yan Zi                     | 6:4, 6:4       |
| 12. | November 2005 | Toronto          | ITF $25.000 | Hartplatz (Halle) | Martina Müller      | Lauren Barnikow Kristen Schlukebir          | 6:3, 6:1       |
| 13. | Juli 2006     | Dnipro           | ITF $25.000 | Hartplatz         | Nina Brattschikowa  | Jewgenija Rodina Chrystyna Antonijtschuk    | 6:1, 5:7, 7:5  |